# カマンベール
カマンベール (Camembert) は、フランス北西部の村（コミューン）である。オルヌ県アルジャンタン郡ヴィムーティエ小郡の人口200人程の村であるが、カマンベールチーズの発祥地として国際的に有名である。